# Strada provinciale 38 Monzuno-Rioveggio
La strada provinciale 38 Monzuno-Rioveggio è una strada provinciale italiana nel comune di Monzuno della città metropolitana di Bologna.

## Percorso
Nel capoluogo comunale si stacca dalla SP 59 e corre verso ovest, dapprima senza sostanziali variazioni di quota, in discesa nel tratto finale. Passando per la località Brigola giunge così a Rioveggio, dove si innesta sulla SP 61.